# Paulete Furacão
Paola Beatriz (Salvador, 13 d'abril de 1984), també coneguda com a Paulete Furacão, és una activista LGBTQIA+ brasilera. Va ser la primera transsexual a ocupar un càrrec públic a l'estat brasiler de Bahia.
És assessora parlamentària de la diputada estatal de Badia Olívia Santana i estudia pedagogia a la Universitat Federal de Badia (UFBA). També treballa com a educadora social per combatre el tràfic de persones i prevenir les infeccions de transmissió sexual.

## Biografia
Paulete Furacão va néixer el 13 d'abril de 1984 a la ciutat de Salvador, a l'estat brasiler de Bahia. Als cinc anys, Paulete ja s'identificava com a dona. La família la va acceptar, però va patir prejudicis entre propis i estranys.
Va començar a ser activista del moviment LGBTQIA+ el 2004, quan la seva amiga travesti Laleska de Caprid va ser assassinada el dia de Nadal. Així, va fundar el 2006 l'Associació Laleska de Caprid, que treballa amb accions socials i conferències sobre la lluita contra l'homofòbia i amb el nom elegit en honor a la seva amiga travesti assassinada. Es va triar el nom social Paulete Furacão com a forma d'autoafirmació, resistència i poder.
Del 2012 al 2016, Paulete Furacão va ocupar el càrrec de coordinadora del Centre de Defensa dels Drets de la Població LGBTT (Lesbianes, Gais, Bisexuals, Travestis i Transsexuals), a la Secretaria d'Estat de Justícia, Ciutadania i Drets Humans (SJCDH) del govern de Bahia. A les eleccions municipals de Salvador de 2016, es va postular per a un càrrec a l'Ajuntament de Salvador estant afiliada al Partit Socialista Brasiler (PSB), però no va aconseguir ser electa regidora.
El 2018, va presentar el programa Cerca de Favela de ràdio 87.9 FM, a Salvador, on va abordar la temàtica LGBT i va transmetre continguts de sensibilització.
El 2019, mitjançant un esforç conjunt de la Defensoria Pública de l'Estat de Bahia, Paulete Furacão va obtenir un certificat de naixement amb el seu nom civil triat, Paola Beatriz.
El 2021, es va convertir en membre del Projeto Oportunizar, un projecte de la Rede Trans que té com a objectiu promoure l'ocupabilitat de persones transgènere al Brasil.